# منصور والامقام
منصور والامقام (۱۳۱۵ – ۲۸ تیر ۱۳۸۰) بازیگر و دوبلور ایرانی تئاتر، سینما و تلویزیون و نیز بازیگر و تهیه‌کننده رادیو بود.
برخی از فیلم‌های او در سال‌های پیش از انقلاب عبارتند از «سایه»، «آقای شانس»، «نصیب و قسمت» و «ستاره‌ای چشمک زد».
نخستین فیلم او پس از انقلاب کانی مانگا (سیف‌الله داد) است. وی همچنین در فیلم‌هایی چون «گراند سینما»، «عروس»، «مجسمه» و «باد و شقایق» حضور داشت. به جز بازی چشمگیر والامقام در سریال «هزاردستان» (علی حاتمی) در نقش «مدیر گراندهتل»، نقش آفرینی‌های هر چند کوتاهش در سریال‌های دیگری نظیر «گرگ‌ها»، «امام علی»، «پهلوانان نمی‌میرند» و «کیف انگلیسی» در یادها مانده‌است.

## زندگی‌نامه
وی در ۱۳۳۲ به هنرستان هنرپیشگی رفت و همزمان بازی در تئاترهای لاله زار را آغاز کرد. پس از دریافت دیپلم، فعالیت‌هایش را در عرصه تئاتر گسترش داد و با نمایش «آپاندیس» (منوچهر قاسمی) به گروه تئاتری «اسکار» پیوست. گرچه در بسیاری از منابع، نخستین فیلم سینمایی او شاباجی خانم (صادق بهرامی، ۱۳۳۶) ذکر شده، اما خودش «پسر دریا» (به کارگردانی شاپور یاسمی و تهیه‌کنندگی اسماعیل کوشان) را نخستین فیلم سینمایی‌اش می‌دانست که در نوروز ۱۳۳۸ در سینماهای تهران نمایش داده شد.
والامقام پس از افتتاح ایستگاه «تلویزیون خصوصی ایران» (موسوم به «تلویزیون پاسال»)، همراه دوستانی چون «مقبلی» و «همایون» به عرصه تلویزیون قدم نهاد و در بسیاری از نمایش‌های زنده شرکت کرد و حضورش در تلویزیون، موفقیتی چشمگیر برایش به ارمغان آورد. وی از سال ۱۳۳۷ کار دوبله را نیز شروع کرد و گوینده شخصیت «جانی دالر» در سریالی با همین عنوان بود.
والامقام در سال ۱۳۳۹ ازدواج کرد یک ماه پس از ازدواج، با امتحان «محتشم» وارد رادیو شد و سال بعد به استخدام رادیو درآمد و پس از آن، حضور جدی و مستمر در رادیو را برگزید. والامقام عقیده داشت بازیگری که وارد رادیو می‌شود، از یادها و دیدها پنهان می‌گردد؛ ظاهراً حق با او بود؛ چرا که تا سال ۱۳۶۵ غیر از رادیو فعالیت دیگری نداشت.

والامقام در ابتدای حضورش در رادیو، به گویندگی و بازیگری نمایش‌های رادیویی پرداخت. بعدها هم در سمت تهیه‌کننده نمایش‌های رادیویی، بخصوص داستان شب به فعالیتش ادامه داد. والامقام، تجربه‌های تهیه‌کنندگی خویش را حاصل کمک‌ها و راهنمایی‌های آقای شرفی می‌دانست. وی در این‌باره می‌گوید: 
"بیشتر کارم برنامه‌ای بود با نام «آثار جاویدان ادبیات جهان»، بعد «جانی دالر» بود و «زیر آسمان کبود» که کلیه اخبار و اتفاقاتی را که در دنیا رخ می‌داد، به صورت نمایشنامه رادیویی تنظیم می‌کردند و ما اجرا می‌کردیم که دو، سه تیپ مختلف را اجرا کردم کار «داستان شب» هم زیاد انجام داده‌ام. سابق می‌گفتند، تهیه کننده خدای استودیوست؛ یعنی عوامل اجرایی از صدابردار در اتاق فرمان تا دستیارش، مسوول افکت و موسیقی، همه و همه زیرنظر تهیه کننده بود. موقعی که ما برنامه اجرا می‌کردیم، همیشه از تهیه‌کننده وحشت داشتیم که مبادا تپق بزنیم یا این که بد اجرا کنیم. به نظر من، تهیه‌کننده، مسوول و جوابگوی برنامه‌است."
هفده سال تجربه تهیه‌کنندگی رادیو، کارنامه‌ای درخشان برای والامقام بود. او در زمان حیاتش، به تأیید همکارانش، یکی از بهترین تهیه‌کننده‌های رادیو بود؛ کلام، موسیقی و ساندافکت را که از ارکان برنامه‌های رادیویی است، در حد کمال درک می‌کرد و به جرات می‌توان گفت تسلطی مثال زدنی به این ارکان داشت. او به خواست و سلیقه مخاطب بسیار اهمیت می‌داد و معتقد بود خواسته مخاطب تأثیر بسیاری در موفقیت یک برنامه دارد. ثمره ۲۶ سال حضور مستمر وی در رادیو، بیش از یک هزار نمایشنامه رادیویی است در آن نمایشنامه‌ها تیپهای فراوانی با اجرای هنرمندانه او خلق شدند آن زمان، علی حاتمی و پرویز خطیبی «داستان‌های شب» رادیو را می‌نوشتند. بیشتر نمایشنامه‌ها مضمونی اجتماعی و خانوادگی داشت و به همین سبب «داستان شب»، بیشترین شنونده را به خود جذب می‌کرد. روزهای سال ۱۳۶۵ روزهای پایانی حضور او در رادیو بود؛ البته پایان مقطع اول همکاری اش با رادیو؛ چرا که پس از گذشت چند سال، دوباره به رادیو دعوت شد و تا ۱۵ روز پیش از مرگ، همچنان به فعالیت رادیویی اشتغال داشت. پس از آن که ارتباط والامقام با رادیو کمرنگ شد، پیشنهادهایی برای بازی دریافت کرد.
کانی مانگا اولین فیلم والامقام پس از انقلاب است. پس از آن، در فیلمهایی مثل گراند سینما، پنجاه و سه نفر، حکایت آن مرد خوشبخت، ترانزیت، روز واقعه، رویای نیمه شب تابستان، مجازات و باد و شقایق به ایفای نقش پرداخت. از میان سریال‌هایی که بازی کرده بود، هزاردستان و کیف انگلیسی را دیگرگونه دوست می‌داشت. کیف انگلیسی آخرین تجربه بازیگری والامقام بود. همچنین آخرین کار رادیویی خود را نیز در کنار «میکائیل شهرستانی» به پایان رساند. هرچند منصور والامقام با زندگی وداع گفت، اما یادگارهایش برای دوستداران هنر، باقی است.

مزار منصور والامقام در قطعهٔ هنرمندان بهشت زهرا

## فیلمشناسی

### سینما
1. طهران روزگار نو (۱۳۷۸)
2. جوانی (۱۳۷۷)
3. باد و شقایق (۱۳۷۶)
4. غزال (۱۳۷۴)
5. مجازات (۱۳۷۳) در نقش حیدر
6. روز واقعه (۱۳۷۳)
7. رؤیای نیمه‌شب تابستان (۱۳۷۳)
8. ترانزیت (۱۳۷۲)
9. مجسمه (۱۳۷۱)
10. دلشدگان (۱۳۷۰)
11. حکایت آن مرد خوشبخت (۱۳۶۹)
12. عروس (۱۳۶۹)
13. پنجاه و سه نفر (۱۳۶۸)
14. گراند سینما (۱۳۶۷)
15. کانی مانگا (۱۳۶۶)
16. رعدوبرق (۱۳۵۰)
17. در دنیا بیگانه بودم (۱۳۴۴)
18. ستاره‌ای چشمک زد (۱۳۴۲)
19. قربانی هوس (۱۳۴۲)
20. مادر فداکار (۱۳۴۲)
21. گربه وحشی (۱۳۴۱)
22. مکر ابلیس (۱۳۴۱)
23. نصیب و قسمت (۱۳۴۱)
24. دختری از اصفهان (۱۳۳۹)
25. آقای شانس (۱۳۳۸)
26. پسر دریا (۱۳۳۸)
27. سایه (۱۳۳۸)
28. شاباجی خانم (۱۳۳۷)

### تلویزیون
| سال       | نام                      | سمت          | کارگردان                  | توضیحات                                            |
| --------- | ------------------------ | ------------ | ------------------------- | -------------------------------------------------- |
| ۱۳۸۰      | روزهای آرزو              | بازیگر       | شاهرخ حمیدی مقدم          |                                                    |
| ۱۳۷۸      | کیف انگلیسی              | بازیگر       | سید ضیاءالدین دری         |                                                    |
| ۱۳۷۷–۱۳۷۸ | محاکمه                   | بازیگر       | حسن هدایت                 |                                                    |
| ۱۳۷۷–۱۳۷۸ | بگذار آفتاب برآید        | بازیگر مهمان | حسین مختاری               | بازی در اپیزود «گمگشته»                            |
| ۱۳۷۷      | روزگار جوانی             | بازیگر مهمان | شاپور قریب اصغر توسلی     |                                                    |
| ۱۳۷۷      | تولدی دیگر               | بازیگر       | داریوش فرهنگ              | شبکه تهران                                         |
| ۱۳۷۴–۱۳۷۶ | پهلوانان نمی‌میرند        | بازیگر       | حسن فتحی                  | کارگردان تلویزیونی: «بیژن صمصامی»                  |
| ۱۳۷۵      | شمایل                    | بازیگر       | احمد قربانی               | شبکه ۱                                             |
| ۱۳۷۴      | نابغه‌های قرن بیستم       | بازیگر       | حسین محب‌اهری              | شبکه ۳                                             |
| ۱۳۷۴      | در آخرین لحظه            | بازیگر       | جواد انصافی               |                                                    |
| ۱۳۷۳      | هدف گم‌شده                | بازیگر       | یوسف سیدمهدوی             | شبکه ۱                                             |
| ۱۳۷۲      | شیطان در خانه            | بازیگر       | محمدرضا زهتابی            | شبکه ۱                                             |
| ۱۳۷۱      | آخرین سند                | بازیگر       | رضا گنجی                  |                                                    |
| ۱۳۷۰      | تله‌فیلم «شکاف»           | بازیگر       | محمدرضا خالقی             | این فیلم تلویزیونی در آغاز، «داستان نفت» نام داشت. |
| ۱۳۷۰      | مش خیرالله صندوقچه اسرار | بازیگر       | داریوش مؤدبیان حسین فردرو | بازی در اپیزودهای «جامه عمل» و «ماشالله پسر شمشیر» |
| ۱۳۷۰      | امام علی                 | بازیگر       | داوود میرباقری            | در نقش زبیر بن عوام                                |
| ۱۳۶۷–۱۳۶۸ | تله‌فیلم «۵۳ نفر»         | بازیگر       | یوسف سیدمهدوی             | در ۴ قسمت از شبکه ۱ پخش شد.                        |
| ۱۳۶۷      | یکی از این روزها         | بازیگر       | فریدون فرهودی             |                                                    |
| ۱۳۶۵–۱۳۶۶ | گرگ‌ها                    | بازیگر       | داوود میرباقری            |                                                    |
| ۱۳۵۸–۱۳۶۶ | هزاردستان                | بازیگر       | علی حاتمی                 |                                                    |
| ۱۳۶۵      | شاگرد اولی‌ها             | بازیگر       | غلامحسین لطفی             | در برنامه کودک و نوجوان شبکه ۲ پخش می‌شد.           |
| ۱۳۶۴      | گلاب بپاش                | بازیگر       | سعید نیک‌پور               | در برنامه کودک و نوجوان پخش می‌شد.                  |
| ۱۳۵۵      | مجموعه طنز «پنجره‌ها»     | بازیگر       | اسماعیل احمدی             |                                                    |